# Hohengörsdorf
Hohengörsdorf ist ein Ortsteil der Gemeinde Niederer Fläming im Landkreis Teltow-Fläming in Brandenburg. Der Ort gehört dem Amt Dahme/Mark an und war bis zum 31. Dezember 1997 eine eigenständige Gemeinde.

## Lage
Hohengörsdorf liegt fünf Kilometer südöstlich der Stadt Jüterbog im Fläming. Die Gemarkung des Ortes grenzt im Nordosten an den Jüterboger Ortsteil Fröhden, im Südosten an Werbig, im Süden an Borgisdorf, im Südwesten an Hohenahlsdorf, im Westen an den Ortsteil Bochow der Gemeinde Niedergörsdorf und im Nordwesten an Jüterbog. Die Wohnbebauung konzentriert sich um den historischen Dorfkern rund um die Dorfkirche. Im nordöstlichen Bereich der Bebauung befindet sich ein unbenanntes Gewässer. Alle übrigen Flächen werden vorzugsweise landwirtschaftlich genutzt. Hohengörsdorf liegt an der Bundesstraße 102 zwischen Jüterbog und Luckau. Die Bundesstraße 101 (Jüterbog–Schönewalde) befindet sich zwei Kilometer westlich des Ortes.

## Geschichte und Etymologie

### 12. bis 15. Jahrhundert

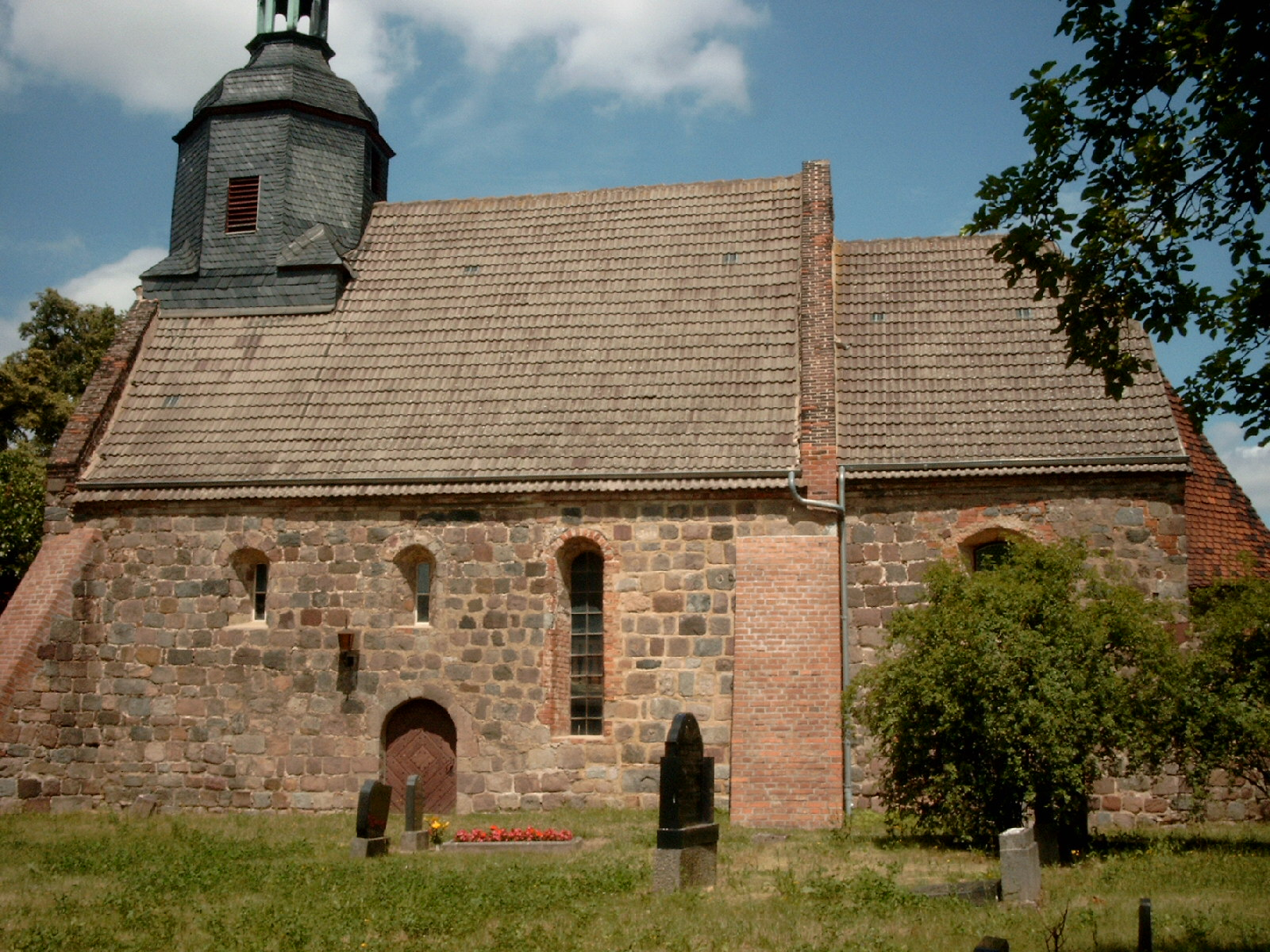
Dorfkirche Hohengörsdorf

Erstmals urkundlich erwähnt wurde Hohengörsdorf 1161 als Gerhardestorph. Der Ortsname ist von dem Personennamen „Gerhard“ abgeleitet. 1383 lautete der Ortsname hogen Gerstorp, der Namenszusatz dient der Unterscheidung zum benachbarten Niedergörsdorf. Der Ort war historisch landwirtschaftlich geprägt, darauf weisen die heute noch erhaltenen ortsbildprägenden Vierseithöfe hin. Hohengörsdorf gehörte von vor 1161/1174 zur Vogtei bzw. dem Amt Jüterbog, das zunächst im Erzstift Magdeburg und nach dessen Annexion im Herzogtum Sachsen-Weißenfels lag. Dem Amt gehörte das Dorf mit der Ober- und Untergerichtsbarkeit, seit 1570/1594 kam auch das Kirchenpatronat hinzu. In der Frühzeit waren aber auch hier wie in anderen benachbarten Dörfern, z. B. in Fröhden einzelne Anteile und Hufen verlehnt und erzeugten eine komplexe Eigentümerstruktur. Der Dorfschulze mit neun Hufen gehörte von vor 1368 bis 1386 den Herren von der Dahme (Dahmis), die ihn weiterverlehnten (1386) und als zweiter Anteil anschließend mit dem Amt Jüterbog vereint wurde. Ein dritter Anteil gehörte von vor 1368 der Familie von Leipzig(er), die die Hebungen aus einer Hufe in Höhe 1⁄2 Wispel Roggen und 1⁄2 Wispel Hafer erhielten. Auch dieser Teil ging an das Amt. Ein vierter Teil ging nach 1473 ebenfalls an das Amt. Er gehörte vor 1368 dem Richter und Bürger von Zeuden aus Jüterbog und bestand aus Hebungen von 14 Hufen, von denen drei Hufen zusammen 1 Wispel Roggen und 1 Wispel Hafer gaben. Von weiteren acht Hufen erhielt er zusammen 2 Wispel Roggen, 8 Scheffel Roggen und 8 Scheffel Hafer. Drei weitere Hufen ergaben zusammen je 21 Scheffel Roggen und Hafer (1368). Im Jahr des Übergangs waren es noch Hebungen aus vier Hufen, von denen jede 6 Scheffel Roggen und 6 Scheffel Hafer gab (1473). Weitere zwei Hufen (oder nur die Hebungen?) lagen vor 1368 bei der Familie Wedege und gingen bis nach 1376 an das Amt. Ein sechster Anteil gehörte bis 1383 der Familie von Rehfeld, kam bis nach 1439 an die Familie Duben und wurde im genannten Jahre dem Bürger Heinrichsdorf aus Jüterbog zur Anwartschaft eingeräumt. Dieser übernahm den Anteil vor 1466 und hielt ihn bis 1655. Heinrichsdorf wohnte zunächst in Treuenbrietzen, zog aber nach Jüterbog um und betrieb von dort aus eine Perlen- und Seidenstickerei in Berlin. Dieser Anteil lag von 1655 bis 1691 beim Rittmeister Junack bzw. seinen Erben, kam danach bis 1742 zur Familie Wollersheim und von dort bis nach 1813 zur Familie Flemming. Der Anteil betrug Geldhebungen im Gericht (1383) bzw. Geldhebungen und ein Hammel sowie Hebungen von acht Hufen. Jede bezahlte 6 Scheffel Roggen, 6 Scheffel Hafer, den Zehnten sowie Rauchhühner (1466). Ein siebter Anteil lag vor 1383 bis 1389 bei der Familie von Otterleben und kam anschließend an die Familie von Richenheim. Sie erhielten die Hebungen aus einer Hufe, die sich auf je 7 Scheffel Roggen und Hafer beliefen. Zum Anteil gehörte außerdem noch ein wüst liegender Hof (1383) sowie fünf Hufen (1389), der anschließend ebenfalls an das Amt ging. Ein achter Anteil lag bis 1410 bei den Herren von Torgau zu Zossen, die ihn an die von Brietzen weiterverlehnt hatten. Er kam im genannten Jahr bis in das 16. Jahrhundert hinein zum Gertraudenhospital nach Jüterbog. Die Abgaben beliefen sich auf Hebungen aus einer Hufe. Dies ergab je acht Scheffel Roggen und Hafer, ein Rauchhuhn, den Fleischzehnten sowie Geld (1410) bzw. eine Hufe mit allem Recht (1497) und fiel ebenfalls an den Landesherren. Ein neunter Anteil lag von vor 1466 bis 1487 beim Bürger Felgentreu aus Jüterbog, der diesen Anteil im Jahr 1484 dem Kanzleischreiber Freudemann zur Anwartschaft einräumte und ihn 1487 übernahm. Bis 1524 hielt er eine Hufe sowie einen 1⁄2 Hof (1466) bzw. 1⁄2 Hof mit zwei Hufen. Aus jeder dieser Hufe bekam er je acht Scheffel Roggen und Hafer (1487). Ein zehnter Anteil lag von 1467 bis nach 1488 beim Vikar Kalow aus Magdeburg, der diesem dem Marschall von Kotze im Jahr 1488 zur Anwartschaft einräumte. Der Anteil über eine Hufe (1467) ging 1488 an den Landesherren. Der Bürger von Aken aus Berlin besaß bis 1464 einen elften Anteil, der bis 1467 an die von der Zauche ging und bis nach 1848 beim Bürger Wilmersdorf aus Jüterbog lag. Der Anteil belief sich auf zwei Hufen, die je sieben Scheffel Roggen und Hafer haben (1464). Ein zwölfter Anteil besaß der Bürger Dalichow bis 1491, der ihn im genannten Jahr an den Kanzleischreiber Freudemann weitergab. Dieser vereinigte ihn mit dem neunten Anteil: Es handelte sich um Hebungen aus einer Hufe, die je sechs Scheffel Roggen und Hafer sowie 1⁄2 Hof mit dem Fleischzehnten ergaben (1491).
In diesen Jahren erschien Hohengörsdorf mehrfach in unterschiedlichen Schreibweisen in den Akten: Im Jahr 1173/1180 als Geradestorph, 1183 als Geradistorp und 1360 als predicte Ecclesie Gherarstorp bzw. 1410 als czu hogin yerichstorff. Im Jahr 1413 kam es zu einem Überfall, als brandenburgische Adelige zwei Bewohner von Borgisdorf sowie die Bevölkerung von Hohengörsdorf beraubten. Sie stahlen vier Pferde und richten so einen Schaden in Höhe von 20 Schock böhmische Groschen an.

### 16. Jahrhundert
Um 1500 fand eine Steuererhebung im Erzstift Magdeburg statt, nach der die Bewohner von Hohengörsdorf 3 Schock 18 1⁄2 böhmische Groschen zur Anlage zahlen mussten. Eine weitere Angabe über die zu zahlenden Steuern ergab sich aus dem Anschlagk der bewilligten steure vff gehaltenem Landtage zu Magdeburg dienstags nach Lucie 1516, nach der in Hoen Gerstorff 12 Rheinische Gulden (fl) zur Steuer bezahlt werden mussten. Das Register über die Aufnahme der im Jahr 1534 verwilligten Steuer des 50. Pfennigs ergab 20 fl 7 Pfennig (d) zum 50. Pfennig. Bei einer Visitation der Kirchen und Klöster im Erzstift Magdeburg wurde im Dorf 15 Hauswirte festgestellt. Dem Pfarrer standen zwei Pfarrhufen zu, von denen er je 10 Scheffel Roggen und Hafer erhielt. Es gab einen Pfarrhof sowie weitere Einkünfte aus der 30. Mandel des Getreidezehnten sowie den dritten Teil des Fleischzehnten. Die Kirche besaß zu dieser Zeit eine Hufe, allerdings hatten die Bauern wohl zwei „Stücklein Acker“ verkauft und wurden anlässlich der Visitation aufgefordert, diese wieder zu beschaffen. Der Kirche standen weiterhin 6 Scheffel Roggenpacht aus der Mühle sowie der Fleischzehnt von zwei Höfen zu. Der Küster bekam 1 Malter Roggen von der Gemeinde sowie ein Brot von jedem Hufner und Kossäten. Wenige Jahre später erfolgte eine erneute Visitation, die im Jahr 1584 erneut 15 Hauswirte ergab. Zwei Jahre später lagen die Abgaben ausweislich einer Einnahme und Ausgabe des 70. Pfennigs zur Landsteuer 1586/1587 bei 11 Talern 15 gr 7 d zum 70. Pfennig.

### 17. Jahrhundert
Um 1600 lebten im Dorf ausweislich eines Vortzeichnüß der Ämbter, Clöster, Gerichtsjunkern unnd Dorfer im Erzstift Magdeburg insgesamt 15 Hauswirte, die in den Huldigungsakten ergangen 1608/1609 erstmals getrennt aufgeführt werden und für Hohengörsdorf zehn Bauernhöfe und fünf Kossätenhöfe ausweisen. Um 1625 lebten im Dorf neun Hufner, ein Halbspänner und vier Kossäten. Rohrlach wertete auch das Werk „Die Wirkungen des Dreißigjährigen Krieges auf die Bevölkerungsverhältnisse des heutigen Kreises Jüterbog-Luckenwalde“ von Oskar Liebchen aus. Demzufolge lebten im Jahr 1637 im „abgebrannten Dorf“ drei Hufner, ein Halbspänner und zwei Kossäten. Die Kriegsschäden wurden im Amts-Erbbuch von Jüterbog vom Jahre 1648 deutlich: Demnach war der Lehnschulze mit zwei Lehn- und drei Pachthufen abgebrannt. Von den vier Fünfhufnern lag ein Hof wüst, von den zwei Vierhufnern waren es zwei. Die zwei Dreihufnerhöfe waren besetzt, während von den fünf Kossätenhöfen zwei wüst lagen. Und auch das Erbbuch des fürstlich sächsischen Amtes Dahme 1658 zeigt, dass zehn Jahre später nach wie vor ein Fünfhufner, ein Vierhufner sowie ein Dreihufnerhof noch wüst lagen. Zwar gab es mittlerweile auch einen besetzten Einhufnerhof, allerdings war von den fünf Kossätenhöfen ein weiterer wüst gefallen. Das Amts Jüterbock Erbbuch  von 1661 führte auf, dass der Lehnschulze zwei Lehn- und drei Pachthufen bewirtschaftete. Es gab weiterhin vier Fünfhufner (einer wüst), drei Vierhufner (einer davon abgebrannt), drei Dreihufner (einer wüst, einer mit einer Erb- und zwei Pfarrhufen) sowie die bereits erwähnten fünf Kossätenhöfe (zwei nach wie vor wüst). Die Gemarkung war 46 Hufen groß. An der Einwohnerstruktur änderte sich nur wenig. Im Untertanenverzeichnis wie viel ihrer in jeden Vorstadt und Dorfe zu befinden de ao 1699 waren auch gut 50 Jahre nach Ende des Krieges von den elf Bauernhöfen noch drei wüst: ein Fünfhufnerhof, ein Vierhufnerhof und ein Dreihufnerhof. Ebenso waren mittlerweile drei Kossätenhöfe wüst gefallen. Von den 46 Hufen wurden 32 als „gangbar“ bezeichnet, während 12 wüst gefallen waren.

### 18. Jahrhundert
Die Individual-Specification und Schatz oder Würdigung derer sambtlichen unterm Fürstl. Sachßen Querfurischen Ambte Jüterbog befindlichen contribuablen Grund Stücken aus dem Jahr 1704 verzeichnete die Anzahl der Hüfner und Kossäten sowie deren Aussaatmenge des Hofes und weiterer Ackerstücke. Demzufolge gab es in Hohengörsdorf fünf Fünfhufner (darunter den Schulzen), drei Vierhufner, zwei Dreihufner, einen Einhufner und zwei Kossätenhöfe zu je 2 Scheffel Aussaat. Es gab zwei weitere Kossätenhöfe, von denen einer die Windmühle betrieb, die je 4 Scheffel aussäten. Ein halber Kossätenhof kam auf 12 Metzen Aussaat. Die Kriegsschäden wirkten nach, denn aus dem Jahr 1706 war nur noch von 29 Hufen die Rede. Die Erbhuldigung welche Herr Christian Herzog von den Amtsuntertanen einnehmen laßen aus dem Jahr 1714 zählte für den Dorf den Lehnschulzen, zwei Gerichtsschöppen, acht Hufner und drei Personen ohne weitere Angabe auf. Die Statistik vermerkt aber auch, dass drei Freihäusler fehlten. Ein Dokument aus dem Jahr 1721 führte die Aussaatmengen und Wiesenanteile auf. Es gab im Dorf 18 Mann: den Lehngerichtsschulzen, zehn Bauern oder Anspänner, fünf Kossäten und zwei Häusler. Dem Lehngerichtsschulzen standen zwei freie Lehnhufen und drei Pachthufen zur Verfügung. Er besaß ein Stück Acker, das als „Hinterblock“ bezeichnet wurde. Dort brachte er 3⁄4 Scheffel, auf einem Stück Freigarten hinter dem Kirchhof 4 Metzen Aussaat aus. Dem Fünfhufner standen drei Rücken Aber im sogenannten Pfuhlhofe zur Verfügung, auf die er 3 Scheffel ausbrachte. Zwei weitere Fünfhufner besaßen je ein Stück Acker, das Pfuhlhof genannt wurde und auf sie je 1 Scheffel aussäten. Vom letzten benannten Fünfhufner fehlen die Angaben, ebenso von den drei Vierhufnern und den drei Dreihufnern. Einer der drei Kossätenhöfe brachte auf seinem Stück Acker 1 1⁄2 Scheffel aus. Er besaß außerdem einen Acker an der „Fröhdenschen Grenze“ und zwei weitere Ackerflächen, auf die er 1 Scheffel bzw. 1⁄2 Scheffel ausbrachte. Von den beiden Häuslern hatte einer im Jahr 1704 das vormals gemeinsam genutzte Hirtenhaus erworben. Gut einhundert Jahre nach dem Krieg waren im Jahr 1746 alle elf Hufner, mittlerweile vier Kossäten und drei Häuslerstellen wieder besetzt. Die Gemarkung war auf 46 Hufen angewachsen (1747). Die Specification der Häuser und angesessenen Einwohner der Ämter Dahme und Jüterbog von 1777 führte für das Dorf acht Hufner und Vollspänner (darunter den Lehnschulzen), drei Halbspänner, vier Mittelkossäten, ein Halbkossät und zwei Häusler an. Neben den 18 Haushalten gab es zwei unbewohnte bzw. publike Häuser, ein neu errichtetes, gemeinsam genutztes Hirtenhaus sowie die unbewohnte Schmiede.

### 19. Jahrhundert
Im Jahr 1800 gab es nach Leonhardi im Dorf elf Anspänner, vier Kossäten und drei Häusler. Sie hielten zusammen 33 Pferde, 26 Kühe und 582 Schafe. Nach dem Wiener Kongress kam Hohengörsdorf an das Königreich Preußen. 1817 wurde das Amt Jüterbog aufgelöst und Hohengersdorf bzw. Hohen-Görsdorf wechselte in das Amt Zinna. Im Dorf lebten im Jahr 1837 mittlerweile mehrere Handwerker: Es gab einen Schneidermeister, einen Schneider, einen Grobschmiedemeister, einen Windmüller und einen Krüger. Sie wurden von zehn männlichen und sechs weiblichen Dienstboten unterstützt. 1841 hatte die Gemeinde 128 Einwohner. Im Jahr 1858 standen im Dorf drei öffentliche, 24 Wohn- und 57 Wirtschaftsgebäude, darunter eine Getreidemühle. Hohengörsdorf war 2667 Morgen (Mg) groß und bestand lediglich aus 2585 Mg Acker und 82 Mg Gehöfte – Wald und Wiesenflächen fehlten vollständig.

### 20. Jahrhundert

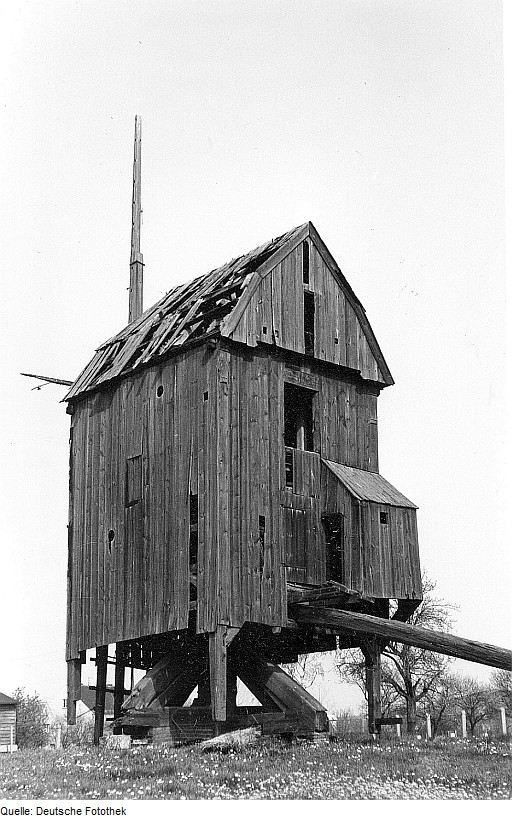
Bockwindmühle, 1977

Aus dem Viehstands- und Obstbaumlexikon ist bekannt, dass im Jahr 1900 im Dorf 32 Häuser standen. Es gab einen Gastwirt, zwei Häusler mit fünf Hektar Land, elf Hufner mit 70 Hektar, dreimal 68 Hektar, 68 Hektar, 65 Hektar, 54 Hektar, 50 Hektar, 45 Hektar, 41 Hektar, 35 Hektar und 26 Hektar Fläche. Die vier Kossäten bewirtschafteten zusammen sechs Hektar, der Mühlenbesitzer 1,5 Hektar und der Schmiedemeister sechs Hektar. Weiterhin lebten im Ort ein Neuanbauer und ein Lehrer. Der Häuserbestand wuchs auf 33 Wohnhäuser mit 33 Haushaltungen im Jahr 1931 nur sehr gering an. Im Jahr 1939 gab es im Dorf elf land- und forstwirtschaftlichen Betriebe, die zwischen 20 und 100 Hektar groß war. Zehn weitere Betriebe waren zwischen 10 und 20 Hektar, zwei Betriebe zwischen 5 und 10 Hektar sowie neun Betriebe zwischen 0,5 und 5 Hektar groß.
Nach dem Zweiten Weltkrieg kam Hohengörsdorf vom Landkreis Luckenwalde im Zuge der DDR-Kreisreform zum Kreis Jüterbog im Bezirk Potsdam. Im Jahr 1955 gründete sich eine LPG vom Typ III mit zunächst 14 Mitgliedern und 297 Hektar landwirtschaftlicher Nutzfläche. Sie bestand im Jahr 1960 als LPG Typ III mit 71 Mitgliedern und 729 Hektar Fläche und wurde 1976 an die LPG Welsickendorf angeschlossen. Im Jahr 1983 bestand sie als LPG Welsickendorf Tierproduktion Hohengörsdorf.
Nach der Wende und der brandenburgischen Kreisreform 1993 lag Hohengörsdorf im Landkreis Teltow-Fläming. Am 31. Dezember 1997 schloss sich Hohengörsdorf mit 13 weiteren Gemeinden zu der heutigen Gemeinde Niederer Fläming zusammen.

## Sehenswürdigkeiten

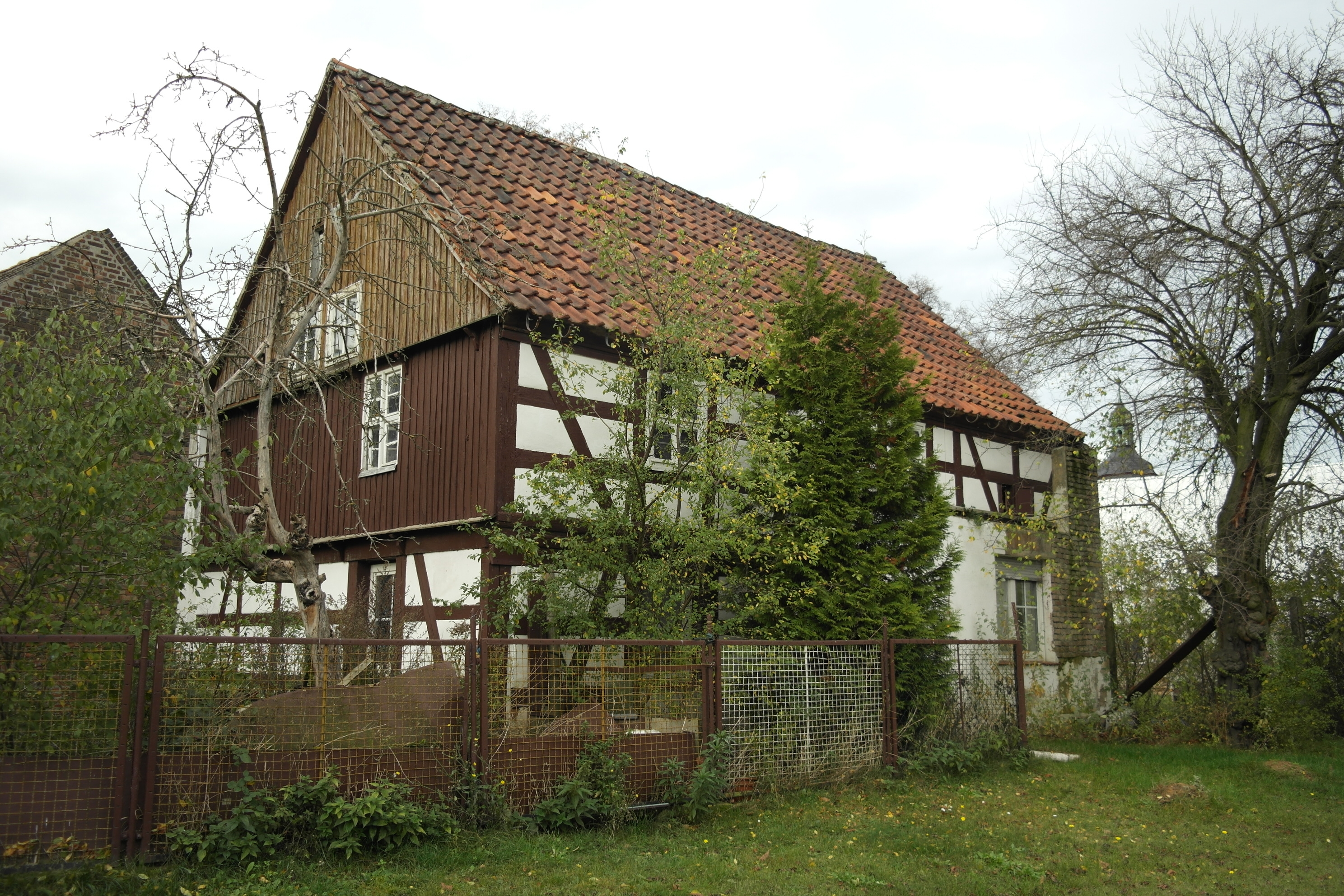
Gehöft in der Dorfstraße 27

- Die Dorfkirche Hohengörsdorf ist ein spätromanischer Feldsteinquaderbau aus dem frühen 13. Jahrhundert mit achtseitigem, verschieferten Fachwerktürmchen. Die Eingangsportale sowie die Fenster der Kirche wurden später barockisiert. Die Ausstattung stammt größtenteils aus dem 18. Jahrhundert, darunter der Kanzelaltar aus Sandstein des Altarbauers Johann Christian Angermann aus dem Jahr 1730.[5] Die Orgel wurde um das Jahr 1900 herum gebaut, sie ist heute jedoch defekt.
- Der Gehöft in der Dorfstraße 27 steht unter Denkmalschutz.
- Die Fläming-Skate führt von Westen kommend über den nördlichen Rand der Wohnbebauung in nordöstlicher Richtung durch den Ort.

## Einwohnerentwicklung
| Jahr      | 1875 | 1890 | 1925 | 1933 | 1939 | 1946 | 1950 | 1964 | 1971 | 1981 | 1989 | 1996 |
| Einwohner | 197  | 185  | 199  | 193  | 186  | 264  | 270  | 205  | 210  | 172  | 145  | 142  |

Gebietsstand des jeweiligen Jahres